# ふたりぼっち (Hysteric Blueの曲)
「ふたりぼっち」は、日本のロックバンド、Hysteric Blueの5枚目のシングル。

## 解説
- 初のマキシシングル
- NHK「ポップジャム」エンディングテーマ

## 収録曲
1. ふたりぼっち
作詞：Tama、たくや 作曲：たくや 編曲：佐久間正英 & Hysteric Blue
2. 今見える明日、戒める今日
作詞・作曲：たくや 編曲：佐久間正英 & Hysteric Blue
3. ふたりぼっち (original karaoke)

## 収録アルバム
- WALLABY (#1)
- Historic Blue (#1,2)